# 三田村国定
三田村 国定（みたむら くにさだ、生年不詳 - 1573年）は、戦国時代の武将。浅井氏の家臣。三田村城（現在の滋賀県長浜市）城主。

## 経歴
三田村氏は浅井家の庶流であり、江北記には京極氏の根本被官として今井氏、河毛氏、赤尾氏、安養寺氏、浅井氏ら12氏のうちの一つとして記録がある。1570年、大野木秀俊、野村直隆らと共に織田信長から横山城を守りきり、横山城救援に来た浅井勢との間に姉川の戦いが起こる。小谷城が落城し主家である浅井氏が滅亡した（小谷城の戦い）後、羽柴秀吉を通じて信長に投降するが、許されず裏切者として殺害された（戦死とも）。浅井家家臣の遠藤直経が単身で敵陣に乗り込んだ際、三田村左衛門（国定本人もしくは父・定元か）の首を持参したという。